# Бєльці-Ораш
Бєльці-Ораш (рум. Bălți-Oraș, букв. Бєльці-Місто; також Західний вокзал — рум. Gara de Vest) — залізнична станція Молдовської залізниці на неелектрифікованій лінії Унгени — Бєльці-Слободзея, одна із двох станцій в місті Бєльці на півночі Молдови.
Станція є транзитним пунктом для поїздів міжнародного сполучення, що прямують з Кишинева. Наявність залізниці на території муніципалітету є перевагою, оскільки це шлях міжнародного сполучення до України та країн Європейського Союзу. Залізничний транспорт переважно використовується для міжнародних вантажних та пасажирських перевезень.

## Історія
Станція відкрита у 1917 році.
Будівля вокзалу побудована в неороманському стилі з помітними вкрапленнями конструктивізму, входить до списку пам'яток архітектури національного значення. Після Другої світової війни частину будівель вокзального комплексу було знесено.
У 2012 році проведений капітальний ремонт будівлі вокзалу.

## Пасажирське сполучення
З 6 листопада 2022 року на станції зупиняється пасажирський поїзд № 351/352 міжнародного сполучення Київ — Кишинів (курсує через день).